# Funció de Griewank
En matemàtiques, la funció de Griewank s'utilitza sovint en les proves d'optimització, i es defineix com:
{\displaystyle 1+{\frac {1}{4000}}\sum _{i=1}^{n}x_{i}^{2}-\prod _{i=1}^{n}\cos \left({\frac {x_{i}}{\sqrt {i}}}\right)}
Els paràgrafs següents mostren els casos especials de la funció de Griewank de primer, segon i tercer ordre, i les seves gràfiques.

## Funció de Griewank de primer ordre
{\displaystyle g:=1+(1/4000)\cdot x_{1}^{2}-\cos(x_{1})}
La funció de Griewank de primer ordre té múltiples màxims i mínims.
Fem que la derivada de la funció Griewank sigui zero:
{\displaystyle {\frac {1}{2000}}\cdot x_{1}+\sin(x_{1})=0}
Les seves arrels es troben en l'interval [−100..100] mitjançant el mètode numèric,
A l'interval [−10000,10000], la funció de Griewank té 6365 punts crítics.

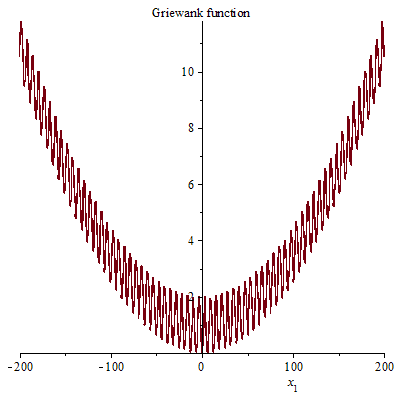
Gràfica de la funció de Griewank de primer ordre

## Funció de Griewank de segon ordre
{\displaystyle 1+{\frac {1}{4000}}x_{1}^{2}+{\frac {1}{4000}}x_{2}^{2}-\cos(x_{1})\cos \left({\frac {1}{2}}x_{2}{\sqrt {2}}\right)}

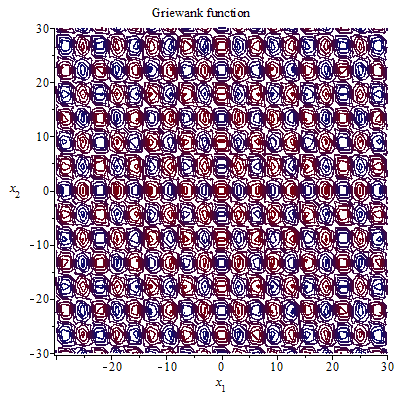
Gràfica de contorn de la funció de Griewank de segon ordre
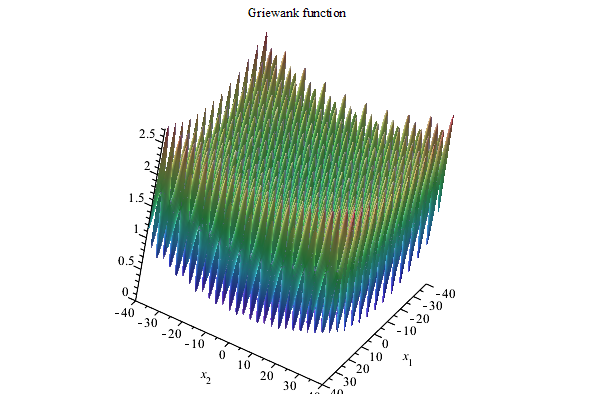
Gràfica 3D de la funció de Griewank de segon ordre

## Funció de Griewank de tercer ordre
{\displaystyle \left\{1+{\frac {1}{4000}}\,x_{1}^{2}+{\frac {1}{4000}}\,x_{2}^{2}+{\frac {1}{4000}}\,{x_{3}}^{2}-\cos(x_{1})\cos \left({\frac {1}{2}}x_{2}{\sqrt {2}}\right)\cos \left({\frac {1}{3}}x_{3}{\sqrt {3}}\right)\right\}}

Gràfica 3D de la funció de Griewank de tercer ordre